# 硫酸钐
硫酸钐是一种无机化合物，化学式为Sm2(SO4)3。

## 制备及性质
用硫酸溶解氧化钐，可以得到硫酸钐。它可以和一些M2SO4型硫酸盐在水中结晶，可以得到复盐，如NaSm(SO4)2、[(CH3)2NH2]Sm(SO4)2等。